# Polynormande 2017
Das 38. Polynormande 2017 war ein französisches Straßenradrennen mit Start in Avranches und Ziel nach 168,9 km in Saint-Martin-de-Landelles. Es fand am Sonntag, den 30. Juli 2017 statt. Zudem war es Teil der UCI Europe Tour 2017 und dort in der Kategorie 1.1 eingestuft.
Nach 80 gefahrenen Kilometer setzte sich eine 21 Mann starke Gruppe ab und hatte maximal drei Minuten an Vorsprung. In der Gruppe des Tages waren u. a. Alexis Gougeard (Frankreich/AG2R), Dimitri Claeys (Belgien/Cofidis) und Johan Le Bon und sie wurden nicht mehr vom Feld eingeholt. Nachdem es einige erfolglose Attacken aus der Gruppe heraus gab, kam es zum Sprint der Ausreißer. Sieger des Rennens im bergauf führenden Sprint der kleinen Gruppe wurde Gougeard mit einigen Sekunden Vorsprung vor Le Bon.

## Teilnehmende Mannschaften
| WorldTeams (2)- AG2R La Mondiale - FDJ Professional Continental Teams (6)- Cofidis, Solutions Crédits - Delko Marseille Provence KTM - Direct Énergie - Fortuneo-Oscaro - WB-Veranclassic-Aqua Protect - Wanty-Groupe Gobert Continental Teams (5)- HP BTP-Auber 93 - Roubaix Lille Métropole - Armée de terre - IsoWhey Sports-Swiss Wellness - Differdange-Losch |
| |

## Rennergebnis
| \| Gesamtwertung \| Gesamtwertung \| Gesamtwertung \| Gesamtwertung \| Gesamtwertung \| \| Fahrer \| Fahrer \| Land \| Team \| Zeit \| \| ------------- \| ----------------- \| ------------- \| -------------------------- \| --------------- \| \| 1. \| Alexis Gougeard \| Frankreich \| AG2R La Mondiale \| 3 h 59 min 09 s \| \| 2. \| Johan Le Bon \| Frankreich \| FDJ \| + 3 s \| \| 3. \| Laurent Pichon \| Frankreich \| Fortuneo-Oscaro \| + 3 s \| \| 4. \| Jérémy Leveau \| Frankreich \| Roubaix Lille Métropole \| + 3 s \| \| 5. \| Romain Le Roux \| Frankreich \| Armée de terre \| + 3 s \| \| 6. \| Guillaume Martin \| Frankreich \| Wanty-Groupe Gobert \| + 5 s \| \| 7. \| Dimitri Claeys \| Belgien \| Cofidis, Solutions Crédits \| + 5 s \| \| 8. \| Kenneth Vanbilsen \| Belgien \| Cofidis, Solutions Crédits \| + 5 s \| \| 9. \| Fabien Grellier \| Frankreich \| Direct Énergie \| + 9 s \| \| 10. \| Kévin Ledanois \| Frankreich \| Fortuneo-Oscaro \| + 15 s \| |                   |            |                            |                 |
| |                   |            |                            |                 |
| Quelle: ProCyclingStats |                   |            |                            |                 |
| Gesamtwertung |                   |            |                            |                 |
| Fahrer | Fahrer            | Land       | Team                       | Zeit            |
| 1. | Alexis Gougeard   | Frankreich | AG2R La Mondiale           | 3 h 59 min 09 s |
| 2. | Johan Le Bon      | Frankreich | FDJ                        | + 3 s           |
| 3. | Laurent Pichon    | Frankreich | Fortuneo-Oscaro            | + 3 s           |
| 4. | Jérémy Leveau     | Frankreich | Roubaix Lille Métropole    | + 3 s           |
| 5. | Romain Le Roux    | Frankreich | Armée de terre             | + 3 s           |
| 6. | Guillaume Martin  | Frankreich | Wanty-Groupe Gobert        | + 5 s           |
| 7. | Dimitri Claeys    | Belgien    | Cofidis, Solutions Crédits | + 5 s           |
| 8. | Kenneth Vanbilsen | Belgien    | Cofidis, Solutions Crédits | + 5 s           |
| 9. | Fabien Grellier   | Frankreich | Direct Énergie             | + 9 s           |
| 10. | Kévin Ledanois    | Frankreich | Fortuneo-Oscaro            | + 15 s          |